# Joseph Pierre Lafontaine
Pour les articles homonymes, voir Lafontaine.
Joseph Pierre Lafontaine né à Moscou le 21 mars 1792 et mort le 15 avril 1858 à Neuilly-sur-Seine) est un officier général et parlementaire libéral français. 
Il est le frère de l'auteur dramatique Jean-Joseph-Baptiste Lafontaine dit W. Lafontaine (1796-1861).

## Biographie
Il entra à 17 ans à l'École de Saint-Cyr. Sous-lieutenant au  12e Régiment d'Infanterie de Ligne en 1811, il fit la campagne de Russie, fut fait lieutenant au Kremlin, capitaine à la Bérésina, aide-de-camp du général Gérard en 1813, et chevalier de la Légion d'honneur le 21 juin de la même année.
Après s'être distingué à Leipzig et dans plusieurs autres rencontres, il sauva la vie au général Gérard à Ligny, et se couvrit de gloire dans ces journées.
Le 20 octobre 1815, il fut mis en non-activité.
La vie politique du général Lafontaine commence en 1820. Établi à Dijon, il se mit à la tête de l'opposition avancée. Les vengeances du pouvoir ne se firent pas attendre : Prison, réforme sans traitement, grosses amendes, rien n'y manqua. Aussi, la Révolution de 1830 le trouva-t-elle en veine de zèle et de patriotisme. Attaché, en 1830, au maréchal Gérard, en qualité d'aide-de-camp, il se distingua particulièrement au siège d'Anvers.
En 1837, il passa en Afrique, y commanda le  62e de Ligne, prit part à l'expédition de la Tafna et à toutes celles de la campagne, et fut mis à l'ordre du jour de l'armée.
Après vingt actions d'éclat, il fut nommé maréchal-de-camp, et dut rentrer en France en 1841, par suite d'une ophthalmie qui l'avait repris pour la troisième fois.
Il commandait le 1er mai 1848 le département de la Nièvre.
Il fut élu, après cette époque, membre de l'Assemblée nationale constituante et élevé, le 12 juin 1848, au grade de général de division.

## Source
- « Joseph Pierre Lafontaine », dans Charles Mullié, Biographie des célébrités militaires des armées de terre et de mer de 1789 à 1850, 1852 [détail de l’édition]
- « Joseph Pierre Lafontaine », dans Adolphe Robert et Gaston Cougny, Dictionnaire des parlementaires français, Edgar Bourloton, 1889-1891 [détail de l’édition]